# Ian Garnett
Sir Ian David Graham Garnett, KCB (* 27. September 1944 in Surrey, England) ist ein ehemaliger britischer Seeoffizier der Royal Navy, der zuletzt als Admiral zwischen 2001 und 2004 Chef des Stabes des Obersten Hauptquartiers der Alliierten Streitkräfte in Europa COS-SHAPE (Chief of Staff, Supreme Headquarters Allied Powers Europe) sowie von 2005 bis 2008 Kommandant des Royal College of Defence Studies (RCDS) war.

## Leben

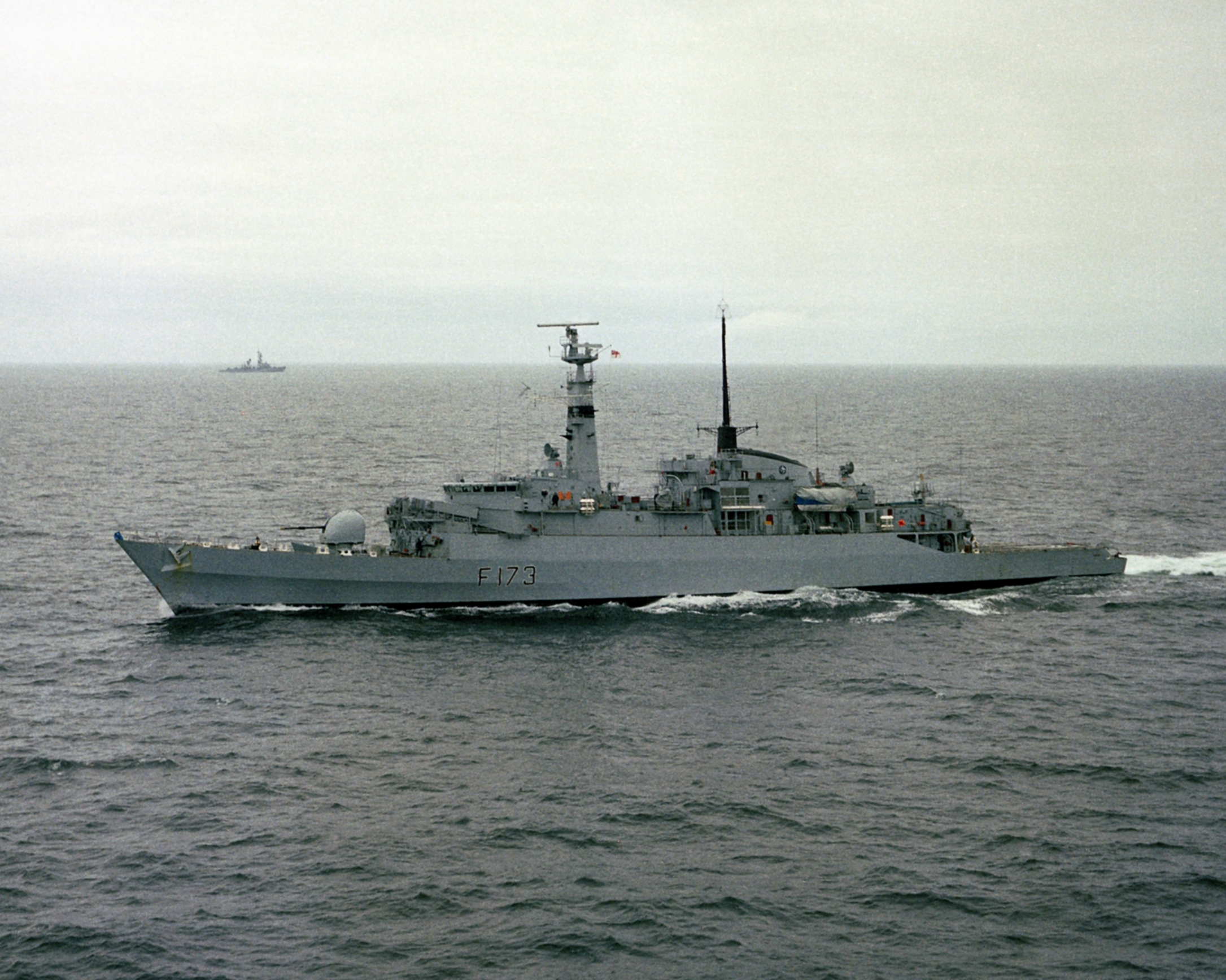
Fregattenkapitän Garnett war zwischen 1980 und 1982 Kommandant der HMS Amazon, eine Fregatte der „Amazon-Klasse“.

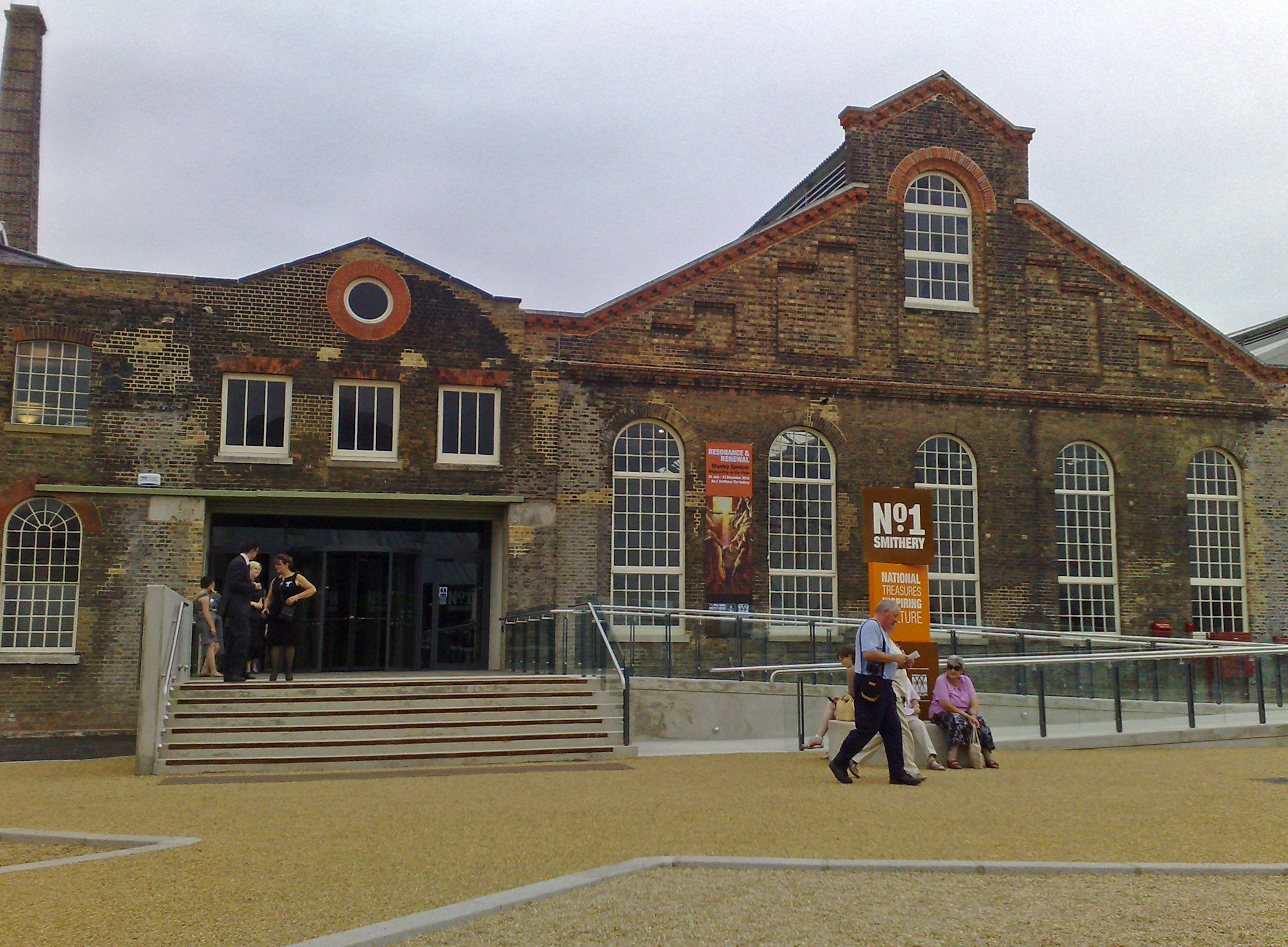
2005 wurde Sir Ian Garnett Vorstandsvorsitzender des Schifffahrtsmuseums Chatham Historic Dockyard.

Ian David Graham Garnett trat 1962 in die Royal Navy (RN) ein und leistete in der Folgezeit Dienst auf der London, einem Zerstörer der County-Klasse, auf der Beachampton sowie auf Königlichen Yacht Britannia. Im Anschluss absolvierte eine Ausbilder zum Piloten der Marinefliegerverbände und eine Fortbildung zum Hubschrauberpiloten für die U-Jagdkriegsführung, ehe er zur 814 Squadron auf den Flugzeugträger Hermes versetzt wurde. Daraufhin folgten verschiedene Verwendungen auf See und nahm an einem Austausch mit der Royal Australian Navy (RAN) auf dem Leichten Flugzeugträger Melbourne teil. Danach war er Pilot von Mehrzweckhubschraubern vom Typ Sikorsky S-61 auf den Flugdeckkreuzern Tiger und Blake sowie Operationsoffizier auf der Naiad, eine Fregatte der Leander-Klasse.
Nach seiner Beförderung zum Fregattenkapitän (Commander) 1978 wurde Garnett stellvertretender Direktor für Gemeinsame Seeoperationen an der Taktischen Schule (Tactical School) sowie danach zwischen 1980 und 1982 Kommandant der HMS Amazon, eine Fregatte der namengebenden „Amazon-Klasse“, die Operationen in Heimatgewässern, im Fernen Osten sowie während des Falklandkrieges (2. April bis 20. Juni 1982) im Südatlantik durchführte. Daraufhin war er Absolvent des Royal Naval Staff College in Greenwich und wurde dort 1983 zum Kapitän zur See (Captain) befördert. Im Anschluss übernahm er im Verteidigungsministerium des Vereinigten Königreichs stellvertretender Direktor für Schiffe in der Abteilung für operative Anforderungen (Operational Requirements Division). Im September 1986 wurde er Kommodore des 4. Fregattengeschwaders (Commanding, 4th Frigate Squadron) und verblieb auf diesem Posten bis Februar 1988. Als solcher war er zwischen September 1986 und Februar 1988 zugleich Kommandant der Fregatte Active, die ebenfalls zur „Amazon-Klasse“ gehörte, sowie anschließend von 1988 bis 1989 Kapitän des Royal Navy Presentation Team.
Nachdem er sieben Monate lang im Marinestab (Naval Staff) des Verteidigungsministeriums Direktor für Marine-Operationskommandosysteme war, wurde Ian Garnett als Kommodore (Commodore) dort 1989 Direktor für operative Anforderungen für Marinesysteme (Director of Operational Requirements (Sea Systems)). Nach seiner Beförderung zum Konteradmiral (Rear-Admiral) wurde er im Februar 1993 Kommandeur und Flaggoffizier des Marinefliegerkommandos (Flag Officer, Naval Air Command) und verblieb auf diesem Posten bis Juni 1995. Im Anschluss wurde er im August 1995 zum Vizeadmiral (Vice-Admiral) befördert und löste daraufhin Vizeadmiral Sir Peter Abbott als stellvertretender Oberster Alliierter Kommandeur Atlantik DSACLANT(Deputy Supreme Allied Commander Atlantic) ab. Er hatte diese Funktion bis November 1998 inne, woraufhin Vice-Admiral Sir James Perowne seine Nachfolge antrat. Am 13. Juni 1998 wurde er zum Knight Commander des Order of the Bath (KCB) geschlagen, so dass er fortan den Namenszusatz „Sir“ führte. Danach übernahm er als Nachfolger von Generalleutnant Sir Christopher Wallace den Posten als Chef für gemeinsame Operationen im Ständigen Gemeinsamen Hauptquartier der britischen Streitkräfte (Chief of Joint Operations at the Permanent Joint Headquarters) und hatte diesen bis zu seiner Ablösung durch Generalleutnant Sir John Reith im August 2001 inne.
Im September 2001 wurde Sir Ian Garnett zum Admiral befördert und wurde zum Chef des Stabes des Obersten Hauptquartiers der Alliierten Streitkräfte in Europa COS-SHAPE (Chief of Staff, Supreme Headquarters Allied Powers Europe) ernannt. Er wurde in dieser Funktion am 22. September 2004 von General Rainer Schuwirth abgelöst. Im Dezember 2004 schied er aus dem aktiven Militärdienst und trat in den Ruhestand.
Im Januar 2005 wurde er wieder als Nachfolger von Generalleutnant Sir Christopher Wallace Kommandant des Royal College of Defence Studies (RCDS) und bekleidete dieses Amt bis Januar 2008, woraufhin Vizeadmiral Charles Style seine Nachfolge antrat. Er wurde außerdem 2005 Vorstandsvorsitzender des Schifffahrtsmuseums Chatham Historic Dockyard und engagierte sich zudem als Vorsitzender des Royal Navy Club of 1765 & 1785 sowie der Type 21 Club Association. Aus seiner Ehe mit der Australierin Charlotte Garnett gingen die drei Kinder James, Philippa und Georgina Garnett hervor.